# Wehr (Baden)
Wehr település Németországban, azon belül Baden-Württembergben. Lakosainak száma 13 113 fő (2023. december 31.).

## Népesség
A település népessége az elmúlt években az alábbi módon változott:
| Lakosok száma | 9987 | 10 814 | 11 591 | 11 516 | 11 984 | 13 212 | 13 128 | 13 003 | 12 632 | 13 113 |
|               | 1961 | 1967   | 1974   | 1980   | 1987   | 1993   | 2000   | 2006   | 2013   | 2023   |